# Turnera coccinea
Turnera coccinea är en passionsblomsväxtart som beskrevs av Arbo. Turnera coccinea ingår i släktet Turnera och familjen passionsblomsväxter. Inga underarter finns listade i Catalogue of Life.